# Alunite
L'alunite est une espèce minérale composée d'hydroxy-sulfate d'aluminium et de potassium de formule KAl3(SO4)2(OH)6 avec des traces de sodium et de fer. Cristaux pouvant atteindre 1 cm.

## Inventeur et étymologie
La première trace écrite que nous ayons sur cette espèce, remonte à 1565, où Gesner en fait mention dans De omni rerum fossilium genere, gemmis, lapidibus, metallis sous le nom d'Alumen de Tolpha. Wallerius en fait une première description sous le nom de Romersk Alunsten en 1747. Le minéralogiste français Jean-Claude Delamétherie  lui donne le nom d'aluminilite  en 1797 du latin "Alumen" = alun. Mais c'est François Beudant qui est l'inventeur et choisit le nom d'« alunite » en 1824.

## Topotype
Cave di Allumiere, Allumiere, Monts de la Tolfa, province de Rome, Italie.

## Cristallographie
- Paramètres de la maille conventionnelle : a = 6,97 Å, c = 17,38 Å, Z = 4 ; V = 731,22 Å3
- Densité calculée = 3,76

## Cristallochimie
- La jarosite est un minéral analogue dans lequel un cation de fer Fe3+ remplace l'aluminium Al3+.
- Elle forme une série avec la natroalunite.
- Elle sert de chef de file à un groupe de minéraux isostructuraux.

### Groupe de l'alunite
il est subdivisé en plusieurs sous-groupes : 
- Le sous-groupe de l'alunite ;
- Le sous-groupe de la beudantite ;
- Le sous-groupe de la crandallite ;
- Le sous-groupe de la florencite ;
- Le sous-groupe de la  jarosite.

### Sous-groupe de l'alunite
- Alunite KAl3(SO4)2(OH)6 R 3m, R 3m Trig
- Ammonioalunite (NH4)Al3(SO4)2(OH)6 R 3m 3 2/m
- Huangite Ca0.5Al3(SO4)2(OH)6 R 3m 3 2/m
- Minamiite (Na,Ca,K)Al3(SO4)2(OH)6 R 3m 3 2/m
- Natroalunite NaAl3(SO4)2(OH)6 R 3m 3 2/m
- Osarizawaite PbCuAl2(SO4)2(OH)6 R 3m 3m
- Schlossmacherite (H3O,Ca)Al3(AsO4,SO4)2(OH)6 R 3m 3 2/m
- Walthierite Ba0.5Al3(SO4)2(OH)6 R 3m 3 2/m

## Gîtologie
Formée entre 15 °C et 400 °C par l'action de l'acide sulfurique (H2SO4) produit par l'oxydation de la pyrite (FeS2) ou par les fumerolles de solfatare (oxydation au contact de l'oxygène atmosphérique du SO2 en SO3), sur des roches alumineuses, souvent accompagnée de kaolinitisation et de la silicification.

### Minéraux associés
Diaspore, gypse, halloysite, kaolinite, pyrite, quartz.

## Synonymie
- alum de Rome (René Just Haüy 1801) [6]
- aluminilite (Delametherie 1787)
- calafatite  (Calderon 1910) : alunite légèrement plus riche en H2O[7].
- ignatiéwite  (Flug 1887) [8]
- kalioalunite
- lœwigite (Mitscherlich 1861) [9]
- newtonite (Brackett and Williams 1891) [10] : le nom découle du topotype du Comté de Newton dans l'Arkansas, États-Unis.

## Gisements remarquables
- Allemagne 
 Thelenberg, Niedermendig, Mendig, Laacher See Komplex, Eifel, Rhin-Palatinat [11]
- Chili 
 Mine à ciel ouvert de Wendy, Mine Tambo, gisement El Indio, Province de Elqui, Région de Coquimbo[12]
- Espagne 
 Montcada, Montcada i Reixac, Vallès Occidental, Barcelona, Catalonia[13]
- France 
 La Verrière (Montchonay), Les Ardillats, Beaujeu, Rhône, Rhône-Alpes [14]
- Italie 
 Cave di Allumiere, Allumiere, Distretto dei Monti della Tolfa, Rome, Lazio[15]

## Critère de reconnaissance
- Elle est insoluble dans l'eau et les acides faibles, mais soluble dans l'acide sulfurique.
- Très fortement piézoélectrique.

## Galerie

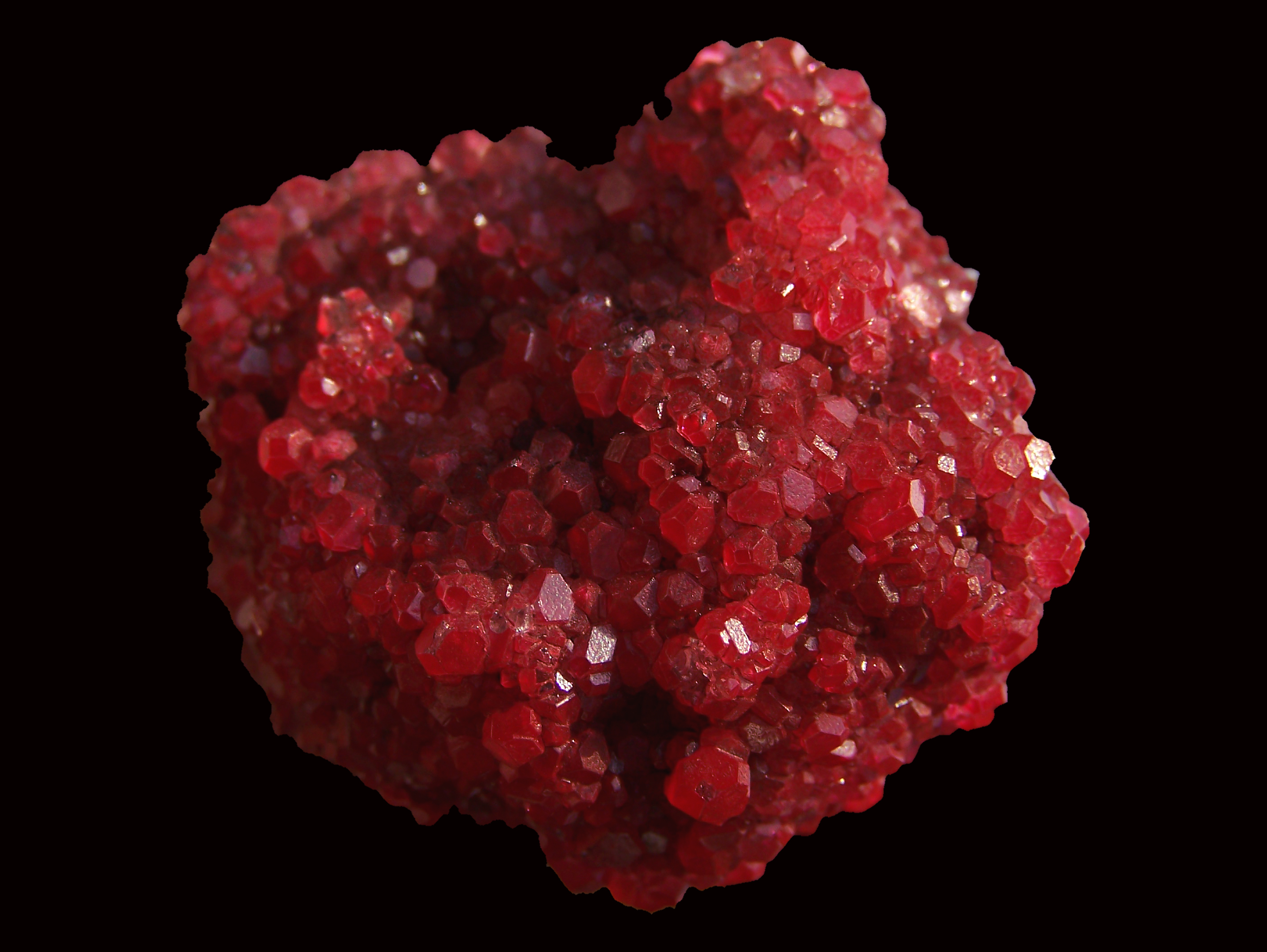
Alunite
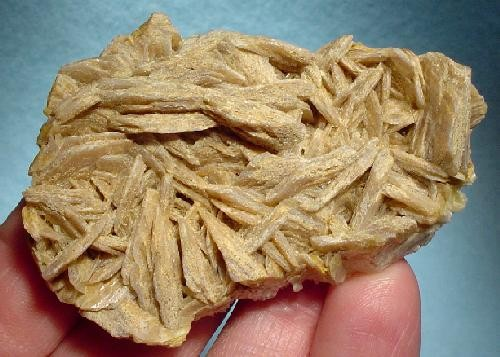
Alunite Taïwan
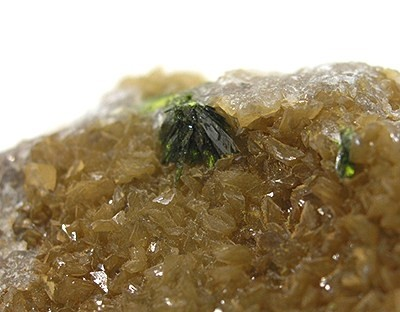
Alunite jaunâtre et Rodalquilarite verte Chili

## Utilité
L'alunite est utilisée pour la datation (méthode K-Ar) des processus d'altération dans les dépôts de minerai ou de la déposition d'alunite dans des grottes.